# Aidan Gallagher
Aidan Ryan Gallagher (ur. 18 września 2003 w Los Angeles) – amerykański aktor i piosenkarz. Jego pierwszą główną rolą było zagranie jednego z czworaczków w serialu telewizyjnym Nicky, Ricky, Dicky & Dawn.
W 2019 Gallagher zagrał rolę Numeru Pięć w serialu The Umbrella Academy od Netflix.

## Życie prywatne
Gallagher jest aktywistą środowiskowym. W 2018 r. został mianowany Ambasadorem Dobrej Woli ONZ w Ameryce Północnej. Gdy miał 14 lat był jednym z najmłodszych w historii Ambasadorów Dobrej Woli ONZ. Jest weganinem.
Aidan jest na liście najbardziej znanych feministów.

## Filmografia
- 2013: You & Me jako Young David
- 2013: Współczesna rodzina (Modern Family) jako Alec
- 2013: Jacked Up jako Evan
- 2014–2018: Nicky, Ricky, Dicky i Dawn jako Nicky Harper
- 2015: Nickelodeon’s Ho Ho Holiday Special jako on sam
- 2016: Nickelodeon’s Sizzling Summer Camp Special jako Beach Guy
- 2019–2024: The Umbrella Academy jako Number Five / The Boy

## Nagrody i nominacje
| Rok  | Nagroda                         | Kategoria                                                   | Tytuł                                                                          | Rezultat  |
| ---- | ------------------------------- | ----------------------------------------------------------- | ------------------------------------------------------------------------------ | --------- |
| 2016 | Young Artist Award              | Najlepsza obsada dla młodych aktorów w serialu telewizyjnym | Nicky, Ricky, Dicky i Dawn (wraz z Casey Simpson, Lizzy Greene i Mace Coronel) | Nominacja |
| 2016 | Nickelodeon Kids’ Choice Awards | Ulubiona męska gwiazda telewizyjna                          | Nicky, Ricky, Dicky i Dawn                                                     | Nominacja |
| 2017 | Nickelodeon Kids’ Choice Awards | Ulubiona męska gwiazda telewizyjna                          | Nicky, Ricky, Dicky i Dawn                                                     | Nominacja |